# Miguel Echenique
Miguel Echenique (Lima, 1863-Lima, 9 de mayo de 1932) fue un empresario agrícola y político peruano. Fue el Segundo Vicepresidente de la República del gobierno de Guillermo Billinghurst (1912-1914). 

## Biografía
Hijo de José Bonifacio Echenique y Estefanía Fonseca. Cursó su educación secundaria en el Colegio Nacional Nuestra Señora de Guadalupe (1874-1880). No bien terminado sus estudios escolares y en plena Guerra del Pacífico, se alistó como soldado en la reserva, durante la defensa de Lima amenazada por el avance chileno. Tras la derrota de Miraflores, quedó desmovilizado.
Finalizada la guerra, se consagró a la actividad agrícola, como administrador de diversas haciendas en el valle del Rímac y como propietario de otras en la misma zona, que le rindieron grandes beneficios económicos. Se orientó también a la actividad industrial, como gerente de la Compañía Azucarera Chacra Grande, iniciando allí la fabricación de cemento. Expandió también sus intereses a actividades de tipo financiero. Por varios años encabezó la lista de los grandes contribuyentes del país. En 1913 presidió la Asamblea Nacional de Contribuyentes, que por entonces orientaba la política económica del Estado. 
Se afilió al Partido Civil, el partido de la oligarquía, formando parte de su junta directiva. Entre 1907 y 1912 fue senador suplente por Lima.
En 1912 el Congreso eligió como Presidente de la República a Guillermo Billinghurst, encargándose también de la elección de los vicepresidentes. Fueron elegidos para estas funciones: Roberto Leguía y Miguel Echenique, como primero y segundo vicepresidente, respectivamente. Sin embargo, ambos no llegaron a jurar sus cargos. 
Producido el golpe de Estado del 4 de febrero de 1914, Echenique renunció a la vicepresidencia el día 6 y se declaró el día 27 partidario de resolver el problema político por medio de elecciones, para que la ciudadanía eligiera a sus gobernantes.
En 1915 fue elegido senador por Lima. En el seno de su cámara se le confió la tesorería (1916 y 1918). 
Tras el golpe de Estado del 4 de julio de 1919, fue apresado, al ser sindicado como conspirador por el régimen de Augusto Leguía. Tras ser liberado, se retiró de la política y se consagró a sus negocios privados.